# Luisa Cristina de Saboya-Carignano
Luisa Cristina de Saboya (París, Francia, 1 de agosto de 1627 - 7 de julio de 1689) fue una princesa de la Casa de Saboya por nacimiento. Fue la madre de Luis Guillermo de Baden-Baden, el famoso comandante en jefe del  Ejército Imperial.

## Primeros años de vida
Luisa Cristina nació en el Palacio de Soissons en París, en el que había nadido también su madre, María de Borbón-Soissons, condesa de Soissons, nieta de Luis I de Borbón-Condé, tío de Enrique IV de Francia. Su padre era Tomás Francisco de Saboya-Carignano, el hijo menor del Carlos Manuel I de Saboya y su esposa la infanta Catalina Micaela de Austria.

### Matrimonio e hijo
Se casó con el Margrave Fernando Maximiliano de Baden-Baden (1625-1669) el 15 de marzo de 1653 en la Iglesia de San Eustaquio de París. La iglesia estaba cerca del Palacio de Soissons. El contrato matrimonial se firmó el mismo día y aún se conserva en el parisiense Instituto de Francia. Este matrimonio fue negociado por nada menos que el famoso cardenal Mazarino y el embajador del Margrave de Baden-Baden, Monsieur Krebs. Su marido era el príncipe heredero de Baden-Baden, esto significaba que él era el heredero de su padre Guillermo I de Baden-Baden.
Los matrimonios entre los nobles alemanes y de Saboya eran comunes en una época en que muchos nobles de Saboya vivían en los Estados alemanes, en particular la propia Baden, debido a los cargos oficiales en el país.
El matrimonio no fue bien avenido. Cristina Luisa se negó a salir de la refinada corte francesa y seguir a su marido a Baden-Baden. Luisa Cristina dio a luz a un hijo el 8 de abril de 1655 llamado Luis Guillermo de Baden-Baden, cuyo padrino fue el rey Luis XIV de Francia.
Fernando Maximiliano secuestró luego a su hijo en París y lo llevó a Baden-Baden. Fernando ordenó a un hombre saboyano llamado Carlos Mauricio de Lassolaye, que tenía acceso a la residencia de Soissons, de que sacara a escondidas de París a su hijo de tres meses para ser criado en Baden-Baden. Como consecuencia Luis Guillermo no fue criado por su madre, sino por la segunda esposa de su abuelo, María Magdalena de Oettingen-Baldern.
Cuando quedó claro que Luisa Cristina no saldría de París, algunos dijeron que debido a la influencia de su madre, Luisa Cristina y su marido decidieron separarse y dejar que su hijo se criara en Baden-Baden.
Murió en París a los 61 años.
Entre sus descendientes figuran el actual pretendiente francés Enrique de Orleans, Juan Cristóbal Bonaparte, Duarte Pío de Braganza y su primo lejano Luis de Orleans-Braganza. También es una antepasada de los gobernantes Juan Carlos I de España, Enrique de Luxemburgo y Felipe de Bélgica.